# کارل گوستاف شانزدهم
کارل گوستاف شانزدهم (نام کامل: کارل گوستاف فولکه هوبرتوس، زادهٔ ۳۰ آوریل ۱۹۴۶) از ۱۵ سپتامبر ۱۹۷۳ پادشاه سوئد است. کارل گوستاف شانزدهم پسرداییِ ملکه سابق دانمارک، مارگرته دوم است و نیای او گوستاو پنجم سوئد پسر عموی پرنسس مارتا مادر هارالد پنجم نروژ است.
کارل گوستاف شانزدهم، پنجمین فرزند و تنها پسر شاهزاده گوستاف آدولف و شاهزاده سیبیلای ساکسبورگ و گوتا است. در هنگام تولد وی، جدش گوستاو پنجم پادشاه بود و او پس از پدربزرگ و پدرش، نفر سوم در نوبت جانشینیِ سلطنت سوئد بود. اما در زمانی که وی تنها نُه ماه داشت، پدرش در حادثهٔ سقوط هواپیما جان خود را از دست داد و او در سال ۱۹۵۰، بعد از به تخت نشستن پدربزرگش، در چهارسالگی به‌عنوان ولیعهد سوئد شناخته شد. وی بعد از مرگ پدربزرگش گوستاو آدولف ششم در سال ۱۹۷۳ به سلطنت رسید.
کارل شانزدهم در المپیک مونیخ در سال ۱۹۷۲، درحالی‌که هنوز ولیعهد بود، با سیلویا سومرلات، که از مترجمان و مهمانداران مراسم بود، آشنا شد. این دو در سال ۱۹۷۵ و بعد از به سلطنت رسیدن کارل، ازدواج کردند. زوج سلطنتیِ سوئد سه فرزند به نام‌های ویکتوریا، کارل فیلیپ و مادلین دارند که در این بین وویکتوریا، ولیعهد کنونی سوئد است.
مقام ولیعهد سوئد در هنگام تولد به شاهزاده کارل فیلیپ تعلق داشت، اما در زمانی که او کمتر از یک سال داشت، به‌دلیل تغییر در مواد مربوط به جانشینی سلطنت در قانون اساسی سوئد در اول ژانویه ۱۹۸۰، این مقام به خواهر بزرگ وی ویکتوریا منتقل شد. تا پیش از آن، پسر بزرگ پادشاه جانشین وی بود، اما بعد از این تغییر، بدون توجه به جنسیت، حق جانشینی به فرزند اول پادشاه داده شد.